# کوکیوس اوکتوس
لوسیوس کوکیوس اوکتوس ((به لاتین: Lucius Cocceius Auctus)) مهندس رومی و یکی از همکاران آگریپای معروف بود.
کوکیوس دالانی به درازای ۱۰۰۰ متر میان لاکوس آورنیوس و کومیه (گروتا دلا پاکه) و نیز احتمالاً دالانی به درازای ۶۸۹ متر ساخت که ناپل را به پوتزولی (گروتا وچیا دی پوسیلیپو) متصل می‌کرد.